# Guillaume Durand I
Guillaume Durand znany również pod nazwiskiem Durandus, Duranti oraz Durantis, natomiast u Niemców występuje pod imieniem Wilhelm (ur. ok. 1230 w Puimisson w diecezji Béziers, zm. 1 listopada 1296 w Rzymie) – Francuz, biskup w Mende, specjalista od prawa kanonicznego i cywilnego, liturgista, prozelita. Miał przydomek Speculator od swojej najbardziej znanej pracy prawniczej Speculum judiciale.
Pochodził ze szlacheckiej rodziny osiadłej w Langwedocji. Po początkowych naukach pobieranych w Béziers, przeniósł się do Lyonu, gdzie pod opieką Henriego de Suse ukończył gimnazjum. Już od 1251 roku był kanonikiem w Maguelone. Później, w okresie uniwersyteckim źródłem jego dochodu było uposażenie kanonika z Beauvais i z Narbonne.
Prawo studiował w Bolonii u Bernardusa (z) Parmy (zm. 1266) oraz u Henricusa de Segusio. Doktorat uzyskał około 1255 roku, po czym przeniósł się do Modeny. Na tamtejszej uczelni, wykładając prawo kanoniczne, zyskał duże uznanie. Został mianowany kapelanem apostolskim i spowiednikiem (cappellanus et subdiaconus domini pape) Klemensa IV, w związku z tym przeniósł się do Rzymu.
Obok papieża Grzegorza X, jako sekretarz, zasiadał w 1274 r. podczas soboru w Lyonie, w efekcie powstało Commentarius w concilium ... i kilka innych, drobniejszych prac. Za lepszego sprawozdawcę z soboru uważa się jednak nie Durandusa, lecz Garsiasa Hispanusa.
Dla Grzegorza X i paru następnych papieży zarządzał patrymonium św. Piotra (był gubernatorem zarządcą państwa kościelnego). Z tej racji, w imieniu papieża Mikołaja III, w roku 1278 przyjmował hołd od Romanii. Od tegoż papieża dostał nominację na dziekana Chartres, jednak pod warunkiem, że przeniesie się tam i zostanie kapłanem. Miał tam być współpracownikiem papieskiego bratanka, kardynała Latinusa Malabranca. Z tą nominacją dostał pod zarząd jako legat Romanię i Toskanię, obie prowincje od 1274 roku były ogarnięte wojną domową.
W 1281 został zwolniony z obowiązku objęcia Chartres i mógł dalej pozostać we Włoszech. Papież Marcin IV mianował go w 1281 roku wikarym, a w 1283 tymczasowym gubernatorem Romanii i Toskanii (miasta Ankona, Bolonia, Urbino). Środkami dyplomatycznymi i orężem obronił papieskie tereny przed zakusami prowadzących między sobą wojnę stronnictwami gwelfów (częściowo propapiescy) i gibelinów. Papież Honoriusz IV docenił te dokonania i pozostawił Durandusa przy sobie, pomimo iż z Francji doszły wieści o jego szansach wyboru na biskupa Mende. Stanowisko biskupa w Mende nie było obsadzone od 1278 r. Do jego objęcia jednak Durand nie miał potrzebnych tytułów i święceń. Mimo to 24 kwietnia 1285 r. kapituła katedry w Mende mianowała go biskupem. W lecie 1286 r. we Włoszech uzyskał konsekrację na biskupa. Mimo że na swoje dotychczasowe stanowisko miał już następcę, nadal pozostawał na miejscu w Bolonii. Ingres w Mende nastąpił dopiero 14 lipca 1291 roku.
W 1295 r. papież Bonifacy VIII wezwał go na arcybiskupstwo do Rawenny. Durand odmówił, mimo to nie popadł w niełaskę. We wrześniu zgodził się w imieniu papieża wymusić posłuszeństwo we wcześniej zarządzanych przez siebie prowincjach (Romanii i Marchii Ankony). Jego wysiłki w tym względzie nie dały rezultatu. Prawdopodobnie zachorował, bowiem 6 października 1295 r. spisał swój testament. Wyjechał do Rzymu i nieco ponad rok później, 1 listopada 1296 r. zmarł. Został pochowany w Rzymie, w krypcie kościoła Sainte-Marie-de-la-Minerve. W treści inskrypcji na płycie nagrobnej jest przydomek comes belliger dla upamiętnienia jego udziału w wojnach o ziemie Państwa Kościelnego.
Na stanowisku biskupa w Mende zastąpił go bratanek, również Guillaume Durand. Założył on w Mende szkołę dla księży pod wezwaniem Wszystkich Świętych, upamiętniając w ten sposób wuja (od daty jego śmierci).

## Dzieła
Wśród jego prac największy rozgłos i uznanie zyskały:
- Speculum judiciale ("Zwierciadło prawa") napisane w 1271 r. i poprawiane w 1286 i 1291 r., treścią obejmujące prawo kanoniczne, prawo cywilne i prawo procesowe. Mimo że określono je jako mało dbałą kompilację (słowa Knuta Wolfganga Nörra), na długie lata zastąpiło wcześniejsze Ordines iudiciarii. Durand po raz pierwszy zwrócił uwagę na rangę dowodów rzeczowych oraz na wszystkich uczestników procesu, a nie jak dotąd, tylko na sędziów i adwokata. Dużo uwagi poświęcił prawnym aspektom zawierania kontraktów. Dzieło ma charakter encyklopedyczny i w dużym stopniu opiera się na prawie rzymskim i kościelnym. Przykłady z prawa kanonicznego zaczerpnął z własnej praktyki. Poszczególne zagadnienia wyłożył konkretnie i klarownie. Dlatego dzieło to chętnie używane było w szkołach i sądach. Komentarze do niego przygotował Andrea Giovanni (w 1346) i Baldus. W 1306 r. Cardinal Béranger przygotował alfabetyczny indeks zawartości dzieła (Inventorium). Jest wiele rękopisów Zwierciadła oraz kilka wydań drukiem. Do najobszerniejszych edycji należy zaliczyć wydanie turyńskie z 1578 r. Składa się z dwóch tomów i zawiera wszystkie dodatki, między innymi komentarze Andrea Giovanniego oraz tablice i indeksy. Tę edycję powtórzono we Frankfurcie w 1612 i 1668 roku.
- Rationale divinorum officiorum zostało wydane drukiem w 1459 r. w Moguncji. Był to liturgiczny traktat powstały we Włoszech przed 1286 r. i opisujący początki i sens chrześcijańskich rytuałów. Jest to obszerny obraz liturgii stosowanej w trzynastowiecznych kościołach na zachodzie, zawierający wiele szczegółów dotyczących rozmieszczenia sprzętów liturgicznych w obrębie kościoła i ich użycia w różnych fazach obrzędu. Autor daje liturgicznym działaniom alegoryczną interpretację z prawniczymi lub historycznymi wyjaśnieniami. Razem z Martène'sa De antiquis Ecclesiae ritibus jest to podstawowe dzieło traktujące o liturgii tego okresu.
- Repertorium iuris canonici (Breviarium aureum) zbiór cytatów z pytań zadawanych kandydatom na kanoników i oczekiwanych odpowiedzi. Zwykle dzieło to było wydawane wraz ze Speculum ... .
- Commentarius w concilium sacrosanctum Lugdunense (Fano, 1569), efekt udziału w soborze Lyońskim (1274).
- Lectura Decretalium zapisał w spadku uniwersytetowi w Bolonii oraz nakazał opublikować wszystkie swoje dzieła. Z tego faktu oraz okresowego gubernatorstwa w Bolonii można wnosić, że mógł tam prowadzić wykłady. Na język francuski dzieła Duranda zostały przetłumaczone za sprawą Karola V (1372).